# Христо Чичов
Христо (Чичо) Атанасов Чичов – Чичето е български революционер, деец на Вътрешната македоно-одринска революционна организация.

## Биография
Христо Чичов е роден през 1871 година във воденското село Кронцелово, тогава в Османската империя. Завършва четвърто отделение и от 1899 година е член на ВМОРО. До 1905 година ръководи революционния комитет на родното си село, след което минава в нелегалност. Между 1906 и 1907 година е районен воденски войвода, а до Младотурската революция от юли 1908 година е околийски войвода. Според други източници действа като подвойвода на Стоян Иванов с чета от 7 души. По заповед на Централния комитет на ВМОРО Христо Чичов убива през януари 1908 година Иванчо Христов – Хаджията.
През Балканската война Чичо Атанасов е доброволец в Македоно-одринското опълчение, в четата на Дякон Евстатий и в Сборната партизанска рота на МОО.